# Liste des œuvres de Benjamin Britten

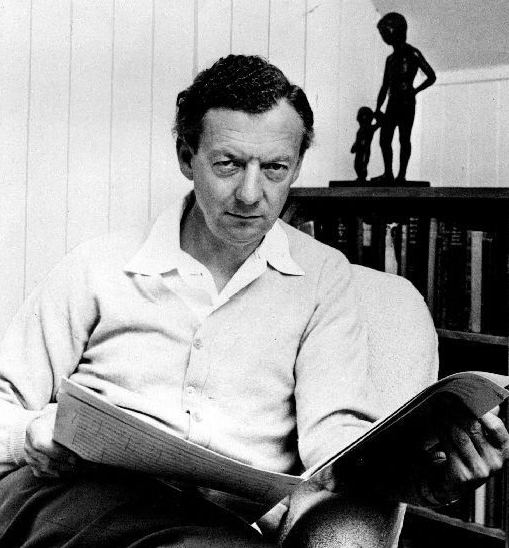
Benjamin Britten en 1968

Cette liste regroupe toutes les œuvres du compositeur britannique Benjamin Britten (1913-1976).

## Tableau des œuvres
| Légende                   |
| Musique symphonique       |
| Musique de chambre        |
| Musique pour piano seul   |
| Musique lyrique           |
| Mélodies                  |
| Musique vocale et chorale |
| Musique sacrée            |

| Op. | Titre                                                                                | Dates de composition                                       | Date de création                               | Genre / Effectif                                                                                                   | Notes |  |
| --- | ------------------------------------------------------------------------------------ | ---------------------------------------------------------- | ---------------------------------------------- | --- | --- |  |
| 17  | Paul Bunyan                                                                          | Novembre 1939 - avril 1941; rév. janvier 1974-février 1975 | 5 mai 1941 4 juin 1976 (2e version)            | Opérette chorale en deux actes et un prologue                                                                      | Livret de W. H. Auden |  |
| 33  | Peter Grimes                                                                         | Janvier 1944 - 10 février 1945                             | 7 juin 1945                                    | Opéra en trois actes                                                                                               | Livret de Montagu Slater d'après le poème The Borough de George Crabbe                                                                                   |  |
| 37  | The Rape of Lucretia (« Le Viol de Lucrèce »)                                        | 23 janvier 1946 - 3 mai 1946                               | 12 juillet 1946                                | Opéra de chambre en deux actes                                                                                     | Livret de Ronald Duncan |  |
| 39  | Albert Herring                                                                       | Décembre 1946 - avril 1947                                 | 20 juin 1947                                   | Opéra-bouffe de chambre en trois actes                                                                             | Livret d'Eric Crozier d'après la nouvelle de Guy de Maupassant Le Rosier de madame Husson                                                                |  |
| 43  | The Beggar's Opera (« L'Opéra des gueux »)                                           | Décembre 1947 - mai 1948                                   | 24 mai 1948                                    | Opéra-ballade en trois actes                                                                                       | Reconstitution de l'opéra de John Gay |  |
| 45  | Let’s Make an Opera (« Faisons un opéra »)                                           | Avril 1949 - mai 1949                                      | 14 juin 1949                                   | Opéra pour enfants en deux parties                                                                                 | Livret d'Eric Crozier. Inclut The Little Sweep (« Le Petit Ramoneur »)                                                                                   |  |
| 50  | Billy Budd                                                                           | Janvier 1950 - 2 novembre 1951 rév. septembre 1960         | 1er décembre 1951 ; 13 novembre 1960 (2 actes) | Opéra en quatre actes                                                                                              | Livret d'Edward Morgan Forster et Eric Crozier d'après la nouvelle homonyme d'Herman Melville                                                            |  |
| 53  | Gloriana                                                                             | Septembre 1952 - 13 mars 1953                              | 8 juin 1953                                    | Opéra en trois actes                                                                                               | Livret de William Plomer d'après Elizabeth and Essex de Lytton Strachey. Dédié à la reine Élisabeth II en l'honneur de son couronnement.                 |  |
| 54  | The Turn of the Screw (« Le Tour d'écrou »)                                          | Mars 1954 - septembre 1954                                 | 14 septembre 1954                              | Opéra en deux actes et un prologue                                                                                 | Livret de Myfanwy Piper d'après la nouvelle homonyme d'Henry James                                                                                       |  |
| 57  | The Prince of the Pagodas (« Le Prince des pagodes »)                                | Automne 1956                                               | 1er janvier 1957                               | Ballet en trois actes                                                                                              | Chorégraphie de John Cranko |  |
| 64  | A Midsummer Night's Dream (« Le Songe d'une nuit d'été »)                            | Octobre 1959 - mai 1960                                    | 11 juin 1960                                   | Opéra en trois actes                                                                                               | Livret de Benjamin Britten et Peter Pears d'après la pièce homonyme de Shakespeare.                                                                      |  |
| 85  | Owen Wingrave                                                                        | Avril 1969 - août 1970                                     | 16 mai 1971                                    | Opéra en deux actes                                                                                                | Livret de Myfanwy Piper d'après la nouvelle homonyme d'Henry James                                                                                       |  |
| 88  | Death in Venice (« Mort à Venise »)                                                  | Décembre 1971 - mars 1973 ; rev. juin 1973-octobre 1974    | 16 juin 1973                                   | Opéra en deux actes                                                                                                | Livret de Myfanwy Piper d'après la nouvelle homonyme de Thomas Mann                                                                                      |  |
| –   | A Hymn to the Virgin                                                                 | Juillet 1930 ; rév. avril 1934                             | 5 janvier 1931 ; 14 octobre 1935 (2e vers.)    | Double chœur a cappella                                                                                            | |  |
| 3   | A Boy Was Born                                                                       | 25 novembre 1932 - 11 mai 1933 ; rév. octobre 1955         | 25 février 1934 ; 22 novembre 1955 (2e vers.)  | Variations chorales pour voix mixtes et d'enfants a cappella (ou orgue)                                            | Textes anonymes des XVe et XVIe siècles. |  |
| 20  | Sinfonia da Requiem                                                                  | Octobre 1939 - juin 1940                                   | 29 mars 1941                                   | Orchestre | Commande de l'Empereur du Japon pour célébrer le 2 600e anniversaire de ce pays, mais refusée par le commanditaire en raison de son caractère religieux. |  |
| 27  | Hymn to St Cecilia                                                                   | Juillet 1941 - 2 avril 1942                                | 22 novembre 1942                               | Solistes et chœur à 5 voix a cappella                                                                              | Dédiée à Elizabeth Mayer |  |
| 28  | A Ceremony of Carols                                                                 | Mars 1942 - octobre 1942                                   | 5 décembre 1942                                | Chœur à trois voix hautes et harpe                                                                                 | Dédiée à Ursula Nettleship |  |
| 30  | Rejoice in the Lamb                                                                  | Mai 1943 - 17 juillet 1943                                 | 21 septembre 1943                              | Cantate pour solistes, chœur mixte et orgue                                                                        | Texte de Christopher Smart. |  |
| 32  | Festival Te Deum                                                                     | 8-9 novembre 1944                                          | 24 avril 1945                                  | Soprano (garçon) solo, chœur mixte et orgue                                                                        | |  |
| 40  | Canticle I : My beloved Is Mine                                                      | 4-12 septembre 1947                                        | 1er novembre 1947                              | Voix aiguë et piano                                                                                                | |  |
| 42  | Saint Nicolas                                                                        | Décembre 1947 - 31 mai 1948                                | 5 juin 1948                                    | Cantate pour ténor solo, quatre voix d'enfants, chœur mixte, orchestre à cordes, deux pianos, percussions et orgue | |  |
| 51  | Canticle II : Abraham and Isaac                                                      | Janvier 1952                                               | 21 janvier 1952                                | Contralto, ténor et piano                                                                                          | Dédié à Kathleen Ferrier et Peter Pears |  |
| 55  | Canticle III : Still Falls the Rain                                                  | Novembre 1954                                              | 28 janvier 1955                                | Ténor, cor et piano                                                                                                | À la mémoire de Noel Mewton-Wood |  |
| 56a | Hymn to St Peter                                                                     | Été 1955                                                   | 20 novembre 1955                               | Soprano (garçon) solo, chœur mixte et orgue                                                                        | |  |
| 56b | Antiphon                                                                             | Mars 1956                                                  | 29 septembre 1956                              | Chœur mixte et orgue                                                                                               | |  |
| 59  | Noye's Fludde (« L'Arche de Noë »)                                                   | 27 octobre 1957 - mars 1958                                | 18 juin 1958                                   | Miracle pour solistes, chœur d'enfants, ensemble orchestral et orchestre d'enfants                                 | D'après The Chester Miracle Play. |  |
| 62  | Cantata academica, carmen basiliense                                                 | Septembre 1959                                             | 1er juillet 1960                               | Solistes, chœur et orchestre                                                                                       | |  |
| 63  | Missa brevis en ré                                                                   | Mai 1959                                                   | 22 juillet 1959                                | Chœur de garçons et orgue                                                                                          | Kyrie/Gloria/Sanctus-Benedictus/Agnus Dei. |  |
| 66  | War Requiem                                                                          | 1961 - juillet 1962                                        | 30 mai 1962                                    | Soprano, ténor, baryton, chœur mixte, chœur d'enfants, orgue et orchestre                                          | Textes en latin, anglais et allemand d'Imogen Holst |  |
| 67  | Psalm 150                                                                            | Mai 1962                                                   | 29 juillet 1962                                | Chœur d'enfants à deux voix et orchestre                                                                           | |  |
| 69  | Cantata misericordium (« Cantate des miséricordieux »)                               | 1963                                                       | 1er septembre 1963                             | Ténor solo, baryton solo, chœur, piano, harpe, timbales et orchestre à cordes                                      | Reprend la parabole du Bon Samaritain, pour le centenaire de la Croix-Rouge                                                                              |  |
| 71  | Curlew River (« La Rivière aux courlis »)                                            | Janvier 1964 - 26 mars 1964                                | 12 juin 1964                                   | Parabole religieuse pour solistes, chœur et ensemble orchestral                                                    | Livret de William Plomer d'après la pièce de Juro Motomasa, La Rivière Sumida (Sumida-gawa) . Dédiée à Michael Tippett.                                  |  |
| 77  | The Burning Fiery Furnace (« La Fournaise ardente »)                                 | Octobre 1965 - 5 avril 1966                                | 9 juin 1966                                    | Parabole religieuse pour solistes, chœur et ensemble orchestral                                                    | Livret de William Plomer. |  |
| 81  | The Prodigal Son (« Le Fils prodigue »)                                              | Novembre 1967 - avril 1968                                 | 10 juin 1968                                   | Parabole religieuse pour solistes, chœur et ensemble orchestral                                                    | Livret de William Plomer d'après l'évangile selon Luc. Dédiée à Dimitri Chostakovitch.                                                                   |  |
| 86  | Canticle IV : Journey of the Magi                                                    | 12-22 janvier 1971                                         | 26 juin 1971                                   | Contre-ténor, ténor, baryton et piano                                                                              | Dédié à James Bowman, Peter Pears et John Shirley-Quirk                                                                                                  |  |
| 89  | Canticle V : The Death of St Narcissus                                               | 1974                                                       | 15 janvier 1975                                | Ténor et harpe | Dédié à William Plomer |  |
| –   | Quatre chansons françaises                                                           | 16 juin 1928 - 31 août 1928                                | 30 mars 1980 (posth.)                          | Voix aiguë et orchestre                                                                                            | |  |
| 7   | Friday Afternoons                                                                    | 1935                                                       |                                                | Chœur d'enfants et piano                                                                                           | |  |
| 8   | Our Hunting Fathers                                                                  | 1936                                                       |                                                | Soprano et orchestre                                                                                               | |  |
| –   | Advance Democracy                                                                    | 1938                                                       | 30 décembre 1964                               | Double chœur a cappella                                                                                            | Texte de Randall Swingler. |  |
| 14  | Ballad of Heroes                                                                     | 1939                                                       |                                                | Ténor solo, chœur et orchestre                                                                                     | |  |
| 18  | Les Illuminations                                                                    | 1939                                                       |                                                | Ténor (ou soprano) et orchestre à cordes                                                                           | D'après les poèmes du recueil-homonyme d'Arthur Rimbaud                                                                                                  |  |
| 31  | Sérénade                                                                             | 1943                                                       |                                                | Ténor, cor et orchestre à cordes                                                                                   | |  |
| 44  | Spring Symphony                                                                      | 1949                                                       |                                                | Solistes, chœur et orchestre                                                                                       | |  |
| 46  | A Wedding Anthem                                                                     | 1949                                                       |                                                | Chœur et orgue | Texte de Ronald Duncan |  |
| 47  | Five Flower Songs                                                                    | 1950                                                       |                                                | Chœur a cappella                                                                                                   | |  |
| 60  | Nocturne                                                                             | 1958                                                       |                                                | Ténor et orchestre                                                                                                 | |  |
| 75  | Voices for Today                                                                     | 1965                                                       |                                                | Chœur | |  |
| 78  | The Golden Vanity                                                                    | 1966                                                       |                                                | Chœur de garçons et piano                                                                                          | |  |
| 82  | Children’s Crusade                                                                   | 1968                                                       |                                                | Chœur de garçons, 2 pianos, orgue et percussion                                                                    | D'après Kinderkreuzzug de Bertolt Brecht |  |
| 91  | Sacred and Profane                                                                   | 1975                                                       |                                                | Chœur a cappella                                                                                                   | |  |
| 93  | Phaedra                                                                              | Août 1975                                                  | 16 juin 1976                                   | Cantate pour mezzo-soprano et petit orchestre                                                                      | Livret de Colin Matthews d'après Jean Racine. Dédiée à Janet Baker.                                                                                      |  |
| 95  | Welcome Ode                                                                          | 1976                                                       |                                                | Chœur d'enfants et orchestre                                                                                       | |  |
| 1   | Sinfonietta                                                                          | 1932                                                       |                                                | Orchestre de chambre                                                                                               | |  |
| 4   | Simple Symphony                                                                      | 1934                                                       |                                                | Orchestre à cordes                                                                                                 | |  |
| 9   | Soirées musicales                                                                    | 1936                                                       |                                                | Orchestre | D'après Gioachino Rossini. |  |
| –   | Night Mail (« Courrier de nuit »)                                                    | 22 novembre 1935 - 13 janvier 1936                         | 1936                                           | Musique de film | Scénario de W. H. Auden. |  |
| 10  | Variations on a Theme of Frank Bridge ( « Variations sur un thème de Frank Bridge ») | 1937                                                       |                                                | Orchestre à cordes                                                                                                 | |  |
| 12  | Mont Juic                                                                            | 1937                                                       |                                                | Suite de danses catalanes pour orchestre                                                                           | En collaboration avec Lennox Berkeley |  |
| 19  | Canadian Carnival (Kermesse Canadienne)                                              | 1939                                                       |                                                | Orchestre | |  |
| 24  | Matinées musicales                                                                   | 1941                                                       |                                                | Orchestre | D'après Rossini |  |
| 29  | Prelude and Fugue                                                                    | 1943                                                       |                                                | Orchestre à cordes                                                                                                 | |  |
| 33a | Four Sea Interludes                                                                  | 1945                                                       |                                                | Suite symphonique                                                                                                  | D'après l'opéra Peter Grimes |  |
| 33b | Passacaille                                                                          | 1945                                                       |                                                | Orchestre | Extraite l'opéra Peter Grimes |  |
| 38  | Occasional Overture                                                                  | 1946                                                       |                                                | Orchestre | |  |
| 34  | The Young Person's Guide to the Orchestra                                            | 1946                                                       |                                                | Variations et fugue pour orchestre sur un thème d'Henry Purcell                                                    | |  |
| –   | Variations on an Elizabethan Theme                                                   | Janvier 1953                                               | 16 juin 1953                                   | Orchestre à cordes                                                                                                 | 4e variation |  |
| 53a | Gloriana                                                                             | 1954                                                       |                                                | Suite symphonique                                                                                                  | D'après l'opéra homonyme |  |
| 79  | The Building of the House                                                            | Mars 1967                                                  | 2 juin 1967                                    | Ouverture pour orchestre avec ou sans chœur                                                                        | |  |
| 90  | Suite on English Folk Tunes                                                          | 1974                                                       |                                                | Orchestre | Dédié à Percy Grainger |  |
| 57  | The Prince of the Pagodas                                                            |                                                            | 4 juin 1979 (posth.)                           | Suite symphonique                                                                                                  | D'après le ballet homonyme |  |
| 13  | Concerto pour piano                                                                  | 1938 ; rév. 1945                                           |                                                | Piano et orchestre                                                                                                 | |  |
| 15  | Concerto pour violon                                                                 | 1939 ; rév. 1958                                           |                                                | Violon et orchestre                                                                                                | |  |
| 16  | Young Apollo                                                                         | 1939                                                       |                                                | Piano, quatuor à cordes et orchestre à cordes                                                                      | |  |
| 21  | Diversions                                                                           | 1940 ; rév. 1954                                           | 16 janvier 1942                                | Piano (main gauche) et orchestre                                                                                   | |  |
| 26  | Scottish Ballad                                                                      | 1941                                                       |                                                | Deux pianos et orchestre                                                                                           | |  |
| 48a | Lachrymae                                                                            |                                                            | 3 mai 1977 (posth.)                            | Alto et orchestre à cordes                                                                                         | Arrangement de 48 |  |
| 68  | Symphonie pour violoncelle et orchestre                                              | 1963                                                       |                                                | Violoncelle et orchestre                                                                                           | |  |
| –   | Temporal Variations                                                                  |                                                            | 12 juin 1994 (posth.)                          | Hautbois et orchestre                                                                                              | Arrangement de Temporal Suite for oboe and piano |  |
| –   | Temporal Suite (ou Temporal Variations)                                              | 15 août 1936 - 12 décembre 1936                            | 15 décembre 1936                               | Hautbois et piano                                                                                                  | Dédié à Montagu Slater |  |
| 2   | Phantasy Quartet                                                                     | 1932                                                       |                                                | Quatuor à cordes                                                                                                   | |  |
| –   | Two Insect Pieces                                                                    | 5-21 avril 1935                                            | 7 mars 1979 (posth.)                           | Hautbois et piano                                                                                                  | The Grashopper (« La Sauterelle ») / The Wasp (« La Guêpe »). Dédié à Sylvia Spencer                                                                     |  |
| 6   | Suite pour violon et piano                                                           | 1935                                                       |                                                | Violon et piano | |  |
| 25  | Quatuor à cordes no 1                                                                | 1941                                                       |                                                | Quatuor à cordes                                                                                                   | |  |
| 36  | Quatuor à cordes no 2                                                                | 1945                                                       |                                                | Quatuor à cordes                                                                                                   | |  |
| 48  | Lachrymae                                                                            |                                                            | 20 juin 1950                                   | Alto et piano | D'après une mélodie de John Dowland |  |
| 94  | Quatuor à cordes no 3                                                                | 1975                                                       |                                                | Quatuor à cordes                                                                                                   | |  |
| –   | Fanfare for St Edmundsbury                                                           | Mai 1959                                                   | 10 juin 1959                                   | Trois trompettes                                                                                                   | |  |
| 65  | Sonate pour violoncelle et piano                                                     | 1961                                                       |                                                | Violoncelle et piano                                                                                               | |  |
| 73  | Gemini Variations                                                                    | 1965                                                       |                                                | Flûte, violon et piano à quatre mains                                                                              | |  |
| –   | Elegy (« Élégie »)                                                                   | Août 1930                                                  | 22 juin 1984 (posth.)                          | Alto | |  |
| 49  | Six Metamorphoses after Ovid (« Six métamorphoses d'après Ovide »)                   | 1951                                                       |                                                | Hautbois | |  |
| 70  | Nocturnal                                                                            | 1963                                                       |                                                | Guitare | D'après John Dowland |  |
| 72  | Suite pour violoncelle no 1                                                          | 1964                                                       |                                                | Violoncelle | |  |
| 80  | Suite pour violoncelle no 2                                                          | 1967                                                       |                                                | Violoncelle | |  |
| 83  | Suite pour harpe                                                                     | 1969                                                       |                                                | Harpe | Dédiée à Osian Ellis |  |
| 87  | Suite pour violoncelle no 3                                                          | 1971                                                       |                                                | Violoncelle | |  |
| –   | Five Waltzes (« Cinq Valses »)                                                       | 1923 - 1925 ; rév. printemps 1969                          | 10 février 1971                                | Piano | |  |
| 5   | Holiday Diary                                                                        | 1934                                                       |                                                | Piano | |  |
| –   | Sonatina romantica                                                                   | 1940                                                       | 16 avril 1983 (posth.)                         | Piano | Moderato / Nocturne. Œuvre désavouée par Britten. |  |
| 23a | Introduction and Rondo alla burlesca                                                 | 1940                                                       |                                                | Deux pianos | |  |
| 23b | Mazurka Elegiaca                                                                     | 1941                                                       |                                                | Deux pianos | |  |
| –   | Night Piece (Notturno)                                                               | Mai 1963                                                   | 19 septembre 1963                              | Nocturne pour piano                                                                                                | |  |
| 11  | On This Island                                                                       | 1937                                                       |                                                | Textes de W. H. Auden                                                                                              | |  |
| 22  | Seven Sonnets of Michelangelo (« Sept sonnets de Michel-Ange »)                      | 1941                                                       |                                                | Ténor et piano | |  |
| 35  | The Holy Sonnets of John Donne                                                       | 1945                                                       |                                                | Voix aiguë et piano                                                                                                | |  |
| 41  | A Charm of Lullabies                                                                 | 1947                                                       |                                                | Mezzo-soprano et piano                                                                                             | Dédiée à Nancy Evans. |  |
| 52  | Winter Words                                                                         | 1953                                                       |                                                | Voix aiguë et piano                                                                                                | Textes de Thomas Hardy |  |
| 58  | Songs from the Chinese                                                               | 1957                                                       |                                                | Voix et guitare | |  |
| 61  | Sechs Hölderlin-Fragmente                                                            | 1958                                                       |                                                | Voix et piano | |  |
| 74  | Songs and Proverbs of William Blake                                                  | 1965                                                       |                                                | Baryton et piano                                                                                                   | |  |
| 76  | The Poet's Echo                                                                      | 1965                                                       |                                                | Soprano et piano                                                                                                   | Textes de Pouchkine |  |
| 84  | Who Are These Children?                                                              | 1969                                                       |                                                | Voix et piano | |  |
| 92  | A Birthday Hansel                                                                    | 1975                                                       |                                                | Voix et harpe | |  |